# 临濮镇
临濮镇，是中华人民共和国山東省菏泽市鄄城县下辖的一个乡镇级行政单位。

## 行政区划
临濮镇下辖以下地区：
东街村、南街村、西街村、北街村、张庄村、东杨楼村、西杨楼村、许庄村、赵刘庄村、联合村、北董庄村、马堂村、楼子庄村、刘屯村、曹庄村、孙寨村、东孙庄村、前范庄村、南董庄村、李楼南街村、李楼北街村、柳洼村、户屯村和杨庄村。